# Suzanne D'Mello
Suzanne D'Mello, antes conocida como Suzie Q, es una famosa cantante india, considerada como una de las mejores voces femeninas de su país de origen. Dotada con una voz rica, cálida y aterciopelada, la música de Suzanne se extiende en un lienzo amplio, que van desde sus mejores éxitos en solitaria en el Bollywood, como también en los Remixes, Jingles Publicitarios y de sus actuaciones en vivo, con reconocidos músicos en eventos de prestigio. Esto a través de diversos géneros musicales como el Bollywood Music, Pop, R'nB, Soul y Jazz. No solo ha tenido éxito en su natal India, también en otros países de todo el mundo.

## Discografía
- Cigarette ki Tarah (2012)
- "Right Now" - Housefull 2 (2012)
- "Hosanna" – Ek Deewaana Tha (2012)
- "Tum jo mere saath o" – Ehsas (2012)
- "Tum Ho" – Rockstar (2011)
- "Chak Glassi" – Pyaar Ka Punchnama
- "Tum Ho Mera Pyaar" – Haunted
- "Full Volume" – Thank You (English Vocals)
- "Mazhai Varum" – Tamil – Veppam
- "No Problem" – No Problem
- "Ayyayyo Ayyayyo" – Veera Parampare (Kannada)
- "Challa" – Crook
- "Naina Mile" – Robot
- "Kehna Hai"- Help
- "Attrah Baras Ki" – Hello Darling
- "Sajde (Remix)" – Khatta Meetha (English Vocals)
- "Ee Hridayam" – Ye Maaya Chesave
- "Tum chain ho" - Milenge Milenge
- "Hosanna (song)" – Vinnaithaandi Varuvaaya (Tamil)
- "Dil Dara Ve" -  Maan Sanmaan ( Marathi)
- "Kites in the Sky" – Kites
- "Surili Aankhiyon Wale" – Veer
- "Rishte Naate" – De Dana Dan
- "Prem Ki Naiyya" – "Ajab Prem Ki Ghazab Kahani"
- "Chiggy Wiggy" – Blue
- "Poorza Poorza" – Life Partner (English Vocals)
- "Ishq Vishk" – Wanted
- "Le Le Mazaa" – Wanted (Backing and Spanish Vocals)
- "Bhangra Bistar" – Dil Bole Hadippa! (Backing Vocals)
- "Aahun Aahun" – Love Aaj Kal
- "Twist" – Love Aaj Kal (English Vocals) by Saif Ali Khan
- "Aalam Guzrne Ko" – Kal Kissne Dekha
- "Soniye Billori" – Kal Kissne Dekha
- "Latika's Theme" – Slumdog Millionaire
- "Dreams on Fire" – Slumdog Millionaire
- "Aye Bachchu" – Ghajini
- "Nallamdhana" – Silambattam (Tamil)
- "Tu Mera Jumbo" – Jumbo
- "Jee Karda" – Singh Is Kinng
- "Meow" (English and Hindi)- Golmaal Returns
- "Vacancy" - Golmaal Returns
- "EMI" – EMI
- "Khushi" – Drona (Backup singer)
- "Hey Ya" – Kidnap
- "Hello" – Hello
- "Rubaru" – Ru Ba Ru
- "Na Dekho" – Ru Ba Ru
- "Khwab Dekhe [Sexy Lady]" – Race (Backing and English Vocals)
- "Mujhpe Toh Jadoo" – Race (Backing and English Vocals)
- "Race Saason Ki" – Race (Backing and English Vocals)
- "Zara Zara Touch Me" – Race (Backing and English Vocals)
- "You're My Love" – Partner
- "Do You Wanna Partner" – Partner
- "Dupatta Tera Nau Rang Da" – Partner
- "So Cool" – Go
- "Mahiya" – Awaarapan
- "Signaal" – Bhagam Bhag
- "Pyaar Karke" – Pyaar Ke Side Effects
- "Paisa Paisa" – Apna Sapna Money Money
- "Dil Laga Na" – Dhoom 2
- "Shake It" – Naksha
- "Hibbaki" – The Killer
- "Khalish" – Chocolate
- "Jhoom" – Ek Khiladi Ek Haseena
- "Bedhadak Badha" – Head & Shoulders
- "Yahan Pe Sab Shanti Shanti Hai" – Raaz

## Como cantante de películas
- 2012 – Ehsas (Hindi)
- 2011 – Rockstar (Hindi)
- 2011 – Sega (Telugu)
- 2011 – Veppam (Tamil)
- 2010 – Veera Parampare (Kannada)
- 2010 – Help (Hindi)
- 2010 – Vinnaithaandi Varuvaayaa ( Tamil )
- 2010 – Ye Maaya Chesaave ( Telugu )
- 2010 – Kites ( Hindi )
- 2010 – Veer ( Hindi )
- 2009 – Trump Card (Hindi)
- 2009 – De Dana Dan ( Hindi )
- 2009 – Ajab Prem Ki Ghazab Kahani ( Hindi )
- 2009 – Blue ( Hindi )
- 2009 – Main Aurr Mrs Khanna ( Hindi )
- 2009 – Wanted ( Hindi )
- 2009 – Aagey Se Right ( Hindi )
- 2009 – Slumdog Millionaire (Hindi), (English)
- 2008 – Silambattam ( Tamil )
- 2008 – Ghajini ( Hindi )
- 2008 – Yuvvraaj ( Hindi )
- 2008 – Drona (película de 2008)Drona ( Hindi )
- 2008 – Ru Ba Ru (Hindi)
- 2008 – Mr. Black Mr. White ( Hindi )
- 2007 – Go ( Hindi )
- 2007 – Bhagam Bhag ( Hindi )
- 2007 – Dhoom 2 ( Hindi )
- 2006 – Apna Sapna Money Money ( Hindi )
- 2006 – Pyaar Ke Side Effects ( Hindi )
- 2006 – Naksha ( Hindi )
- 2006 – The Killer ( Hindi )
- 2006 – Men Not Allowed (Hindi)
- 2005 – Khamosh – Khauff Ki Raat ( Hindi )

## Letrista en películas
- 2009– Veer
- 2009 – Main Aurr Mrs Khanna ( Hindi )
- 2006 – Apna Sapna Money Money ( Hindi )

## Premios
- Nominated: Vijay Award for Best Female Playback Singer (2011) – Mazhai Varum Arikuri (Veppam)
- Nominated: Apsara Award for Best Female Playback Singer (2010) – Aye Bachchu (Ghajini)
- Nominated: Tata Indicom Mirchi Music Awards Upcoming Vocalist Of The Year (2009) – Aye Bachchu (Ghajini)
- Nominated: Stardust Awards Best Debut Female Playback Singer (2008)- Mahiya (Awaarapan)

- Datos: Q7650813